# Paolo Ruffini (Mathematiker)

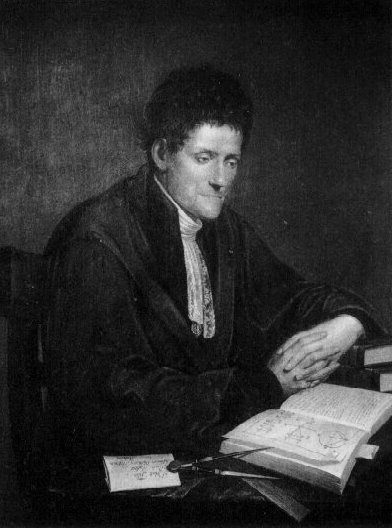
Paolo Ruffini

Paolo Ruffini (* 22. September 1765 in Valentano; † 10. Mai 1822 in Modena) war ein italienischer Mathematiker, Mediziner und Philosoph.

## Leben
Ruffini war der Sohn eines Arztes, wuchs in Reggio bei Modena auf und studierte ab 1783 an der Universität Modena Mathematik, Medizin, Philosophie und Literatur. Er hörte Geometrie bei Luigi Fantini und Analysis bei Paolo Cassini, dessen Vorlesungen er noch als Student übernahm, als dieser 1787 ein Amt bei der in Modena herrschenden Herzogsfamilie der Este übernahm. 1787 machte er seine Abschlüsse in Philosophie, Medizin, Chirurgie und Mathematik. 1788 wurde er Professor für Mathematik (Analysis) in Modena und 1791 übernahm er auch die Nachfolge von Fantini als Mathematikprofessor. Im selben Jahr erhielt er auch eine Lizenz als Arzt. Nach der Eroberung Norditaliens durch Napoleon wurde er Delegierter in der von Napoleon gegründeten Cisalpinischen Republik, nahm 1798 seine Lehrtätigkeit wieder auf, da er aber aus religiösen Gründen den Eid auf die Republik nicht abgeben wollte, verlor er ihn unmittelbar darauf. Stattdessen unterrichtete er angewandte Mathematik an der Militärschule in Modena und praktizierte als Arzt. 1814 wurde er nach dem Sturz Napoleons Rektor der Universität Modena. Er lehrte außerdem Mathematik und Medizin an der Universität. 1817 infizierte er sich während einer Typhus-Epidemie, erholte sich zwar, genas aber nie mehr vollständig. 1819 gab er seine Professur in Medizin auf. Er veröffentlichte auch 1820 ein Buch über Typhus und praktizierte bis kurz vor seinem Tod als Arzt.

## Werk
Ruffini und Gauß scheinen 1799 als erste die Vermutung ausgesprochen zu haben, dass allgemeine Polynome vom Grad größer 4 nicht in Radikale auflösbar sind – heute der Satz von Abel-Ruffini. Ruffini gab gleichzeitig auch einen „Beweis“ dafür an, der allerdings noch unvollständig war: Die gruppentheoretischen Grundlagen, die für einen vollständigen Beweis erforderlich sind, waren zu seiner Zeit noch nicht ausgearbeitet. Ruffini selbst jedoch trug wesentlich zur Ausarbeitung dieser Grundlagen bei, so dass später Augustin Louis Cauchy daran anknüpfen konnte, daran wiederum Niels Henrik Abel (dessen Beweis Pierre Wantzel vereinfachte) und Évariste Galois, die das Problem (und mehr) schließlich lösen konnten.
Zu Lebzeiten hatte Ruffini Schwierigkeiten, überhaupt Resonanz für seine Arbeiten zu finden. Joseph-Louis Lagrange, dem er sein Buch von 1799 zweimal zusandte, antwortete ihm nicht. Er veröffentlichte daraufhin neue Versionen seines Beweises 1803 (was immerhin eine Antwort von Gianfrancesco Malfatti erhielt, der den Beweis aber missverstand), 1808 und 1813 (diese Version beeinflusste direkt den auf Abel und Ruffini beruhenden Beweis von Pierre Wantzel). Ruffini wandte sich danach direkt an die Pariser Akademie, wo der Beweis von Lagrange, Adrien-Marie Legendre und Sylvestre Lacroix beurteilt wurde – insbesondere Lagrange fand allerdings nichts Bemerkenswertes an dem Beweis. Auch die Antwort der Royal Society brachte, obwohl positiver, keine Anerkennung. Nur Cauchy, der sonst als sehr sparsam im Lob anderer bekannt war, erkannte den Beweis an und lobte Ruffini 1820 in einem Brief, den er ihm schrieb. In Italien erhielt er allerdings Unterstützung durch Pietro Paoli.
Das heute meist Horner-Schema genannte Verfahren zur vereinfachten Auswertung von Polynomen veröffentlichte Ruffini bereits 15 Jahre vor William George Horner, so dass es auch als „Regel von Ruffini“ bezeichnet wird (es wurde allerdings bereits 500 Jahre früher von Zhu Shijie beschrieben.)
In seinen philosophischen Werken wandte er sich gegen einige Ideen von Pierre Simon de Laplace und er befasste sich auch mit Wahrscheinlichkeitstheorie und deren Anwendung vor Gericht.

## Schriften

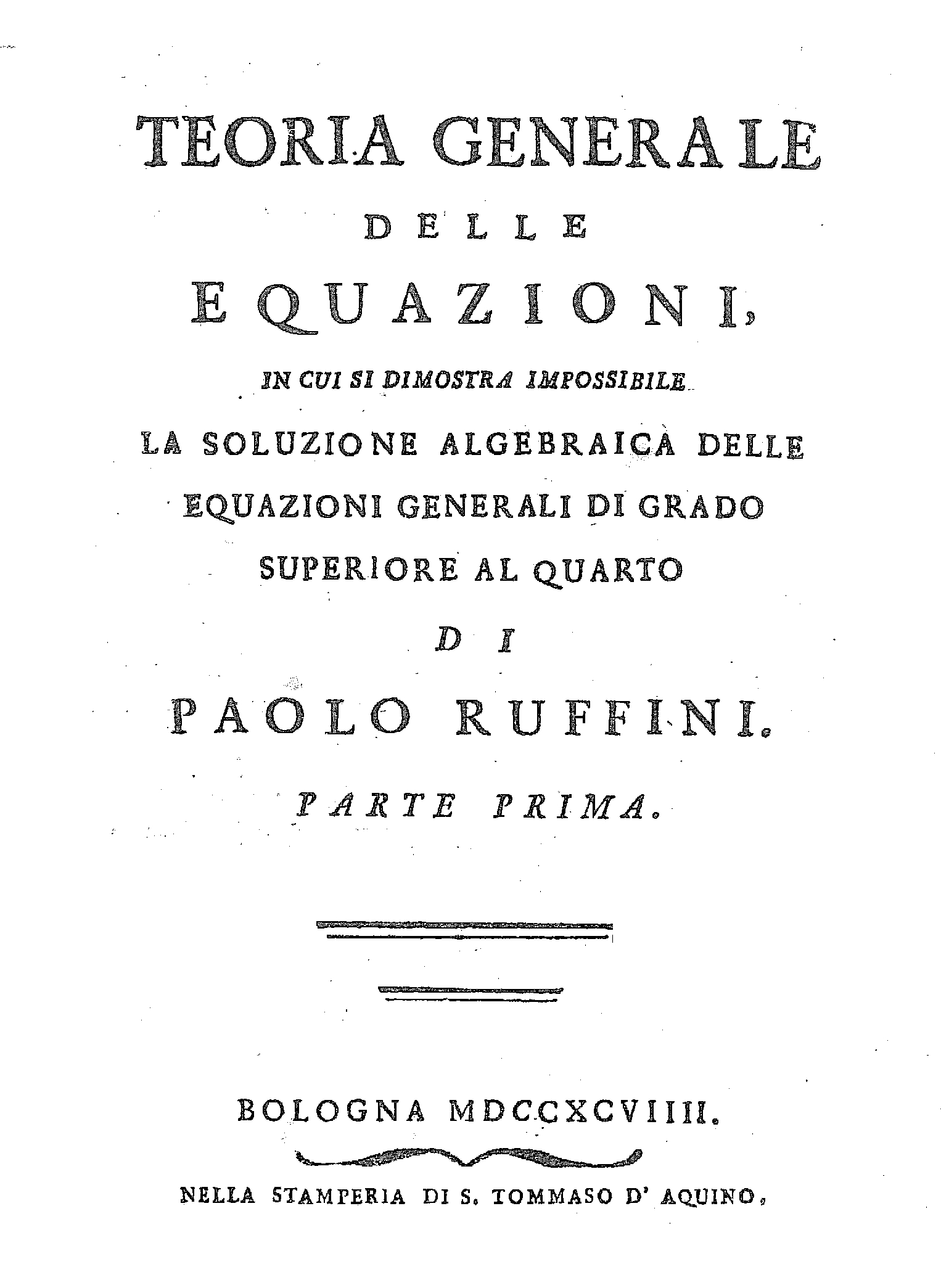
Teoria generale delle equazioni, 1799

- Opere Matematiche, Herausgeber E. Bortolotti, 3 Bände, Rom, 1953/1954
- Teoria Generale delle Equazioni, in cui si dimostra impossibile la soluzione algebraica delle equazioni generali di grado superiore al quarto, 2 Bände, Bologna 1799, Google Books, doi:10.3931/e-rara-15207
- Riflessioni intorno alla rettificazione ed alla quadratura del circulo, Memorie di matematica e di fisica della Società italiana delle.scienze, Band 9, 1802, S. 527–557.
- Della soluzione delle equazioni algebraiche determinate particolari di grado superiore al quarto. Memorie di matematica e di fisica della Società italiana delle.scienze, Band 9, 1802, S. 444–526.
- Della insolubilità delle equazioni algebriche generali di grado superiore al quarto, Memorie di matematica e di fisica della Società italiana delle scienze, Band 10, Teil 2, 1803, S. 410–470, doi:10.3931/e-rara-12170
- Sopra la determinazione delle radici nelle equazioni numeriche di qualunque grado, Modena 1804, doi:10.3931/e-rara-12171
- Della immortalità dell’anima, Modena 1806
- Algebra e sua appendice, 2 Bände, Modena 1807, 1808, Google Books
- Risposta ...ai dubbi propostigli dal socio Gianfrancesco Malfatti sopra la insolubilità delle equazioni di grado superiore al quarto,  Memorie di matematica e di fisica della Società italiana delle scienze, Band 12, Teil 1, 1805, S. 213–267.
- Rillessioni ... intorno al metodo proposto dal consocio Gianfrancesco Malfatti per la soluzione delle equazioni di quinto grado, Memorie di matematica e di fisica della Società italiana delle scienze, Band 12, Teil 1, 1805, S. 321–336.
- Della insolubilità delle equazioni algebriche generali di grado superiore al quarto qualunque metodo si adoperi algebrico esso siasi o trascendente, Memorie dell’Istituto nazionale italiano, Classe di fisica e di matematica, Band 1, Teil 2, 1806, S. 433–450.
- Memoria sul tifo contagioso, 1820 (sein Buch über Typhus)
- Riflessioni critiche sopra il saggio filosofico intorno alle probabilità del signor conte Laplace, Modena 1821, Google Books